# 김홍은
김홍은(1999년 8월 25일~)은 대한민국의 배우이다.

## 학력
- 2018년 ~ 성균관대학교 연기예술학과

## 출연

### 방송

#### 드라마
- 2018년 SBS 《복수가 돌아왔다》 - 아이비반 학생 역
- 2019년 스타플레이스이엔티 《어둠의 자식들》 (웹 드라마) - 한초희 역
- 2020년 채널A 《터치》 - 아라 역

#### 예능
- 2016년 엠넷 《PRODUCE 101》 (2016.01.21~2016.02.19) - 참가자

### 영화
- 2018년 《몽상》 - 보담 역

### 공연

#### 연극
- 2019년 《실종》 - 7급 공무원 역

## 수상
- 2017년 SAC 전국 청소년 연기 경연대회 은상

## 가족 관계
- 언니 : 김지성 (1996년 10월 30일 ~ )